# Monte Ventasso
Il monte Ventasso è una cima dell'Appennino tosco-emiliano di 1 727 metri sul livello del mare. La vetta del monte è situata nel comune di Ventasso in provincia di Reggio Emilia.

## Descrizione
Con la sua forma piramidale, il monte Ventasso segna lo spartiacque fra i bacini del torrente Enza e del fiume Secchia. La montagna rientra nel territorio dell'ex Parco del Gigante, ora parte del Parco nazionale dell'Appennino Tosco-Emiliano. La zona è stata designata come sito di interesse comunitario e zona di protezione speciale (IT4030002).
Sul fianco nord-ovest della montagna è situato il lago Calamone e la stazione sciistica di Ventasso Laghi.
Ogni anno nel periodo estivo si svolge l'Ecomaratona del Ventasso su un percorso ad anello lungo le pendici del monte. La maratona parte da Busana (850 m) e sale lungo i sentieri fino alla cima del Ventasso (1725 m).

## Escursioni
La cima è raggiungibile tramite il sentiero 661 partendo dalla strada statale 63 presso Busana oppure tramite il sentiero 663 da Nismozza sempre lungo la statale 63 o da Montemiscoso e passando per il Lago Calamone. I due sentieri si incontrano nei pressi dell'oratorio di Santa Maria Maddalena (1505 m) con bivacco annesso sempre aperto. L'antico oratorio fu probabilmente un antico eremitaggio di donne e meta di un tradizionale pellegrinaggio alla fine del mese di luglio.

Panoramica dalla cima del Ventasso

## Comune di Ventasso
Il comune di Ventasso deve il suo nome proprio al monte, che sorge nel suo territorio, all'interno dell'ex comune di Ramiseto. La denominazione del comune è stata scelta dai cittadini tramite un referendum.

## Galleria d'immagini

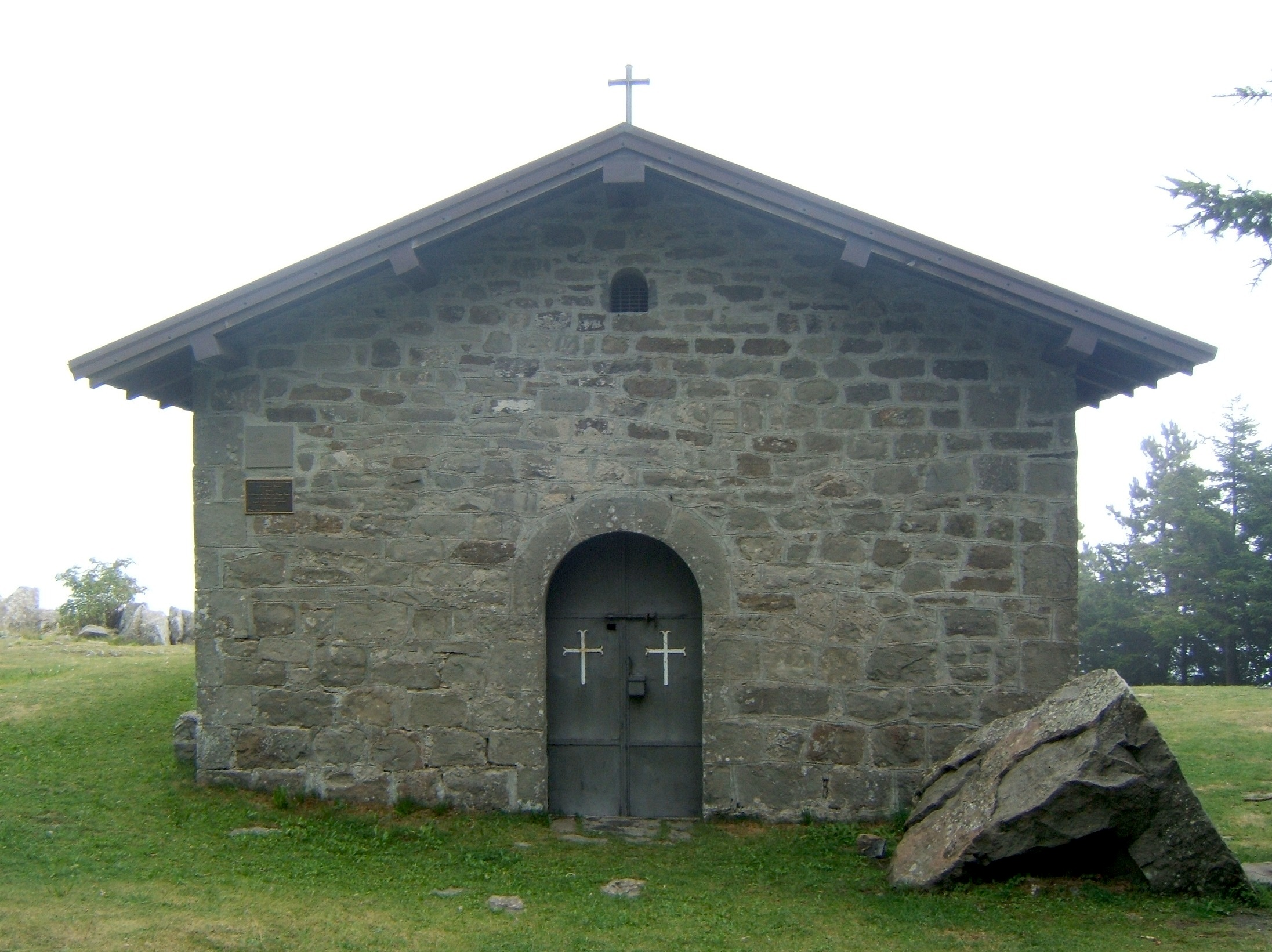
L'oratorio dedicato a Santa Maria Maddalena.
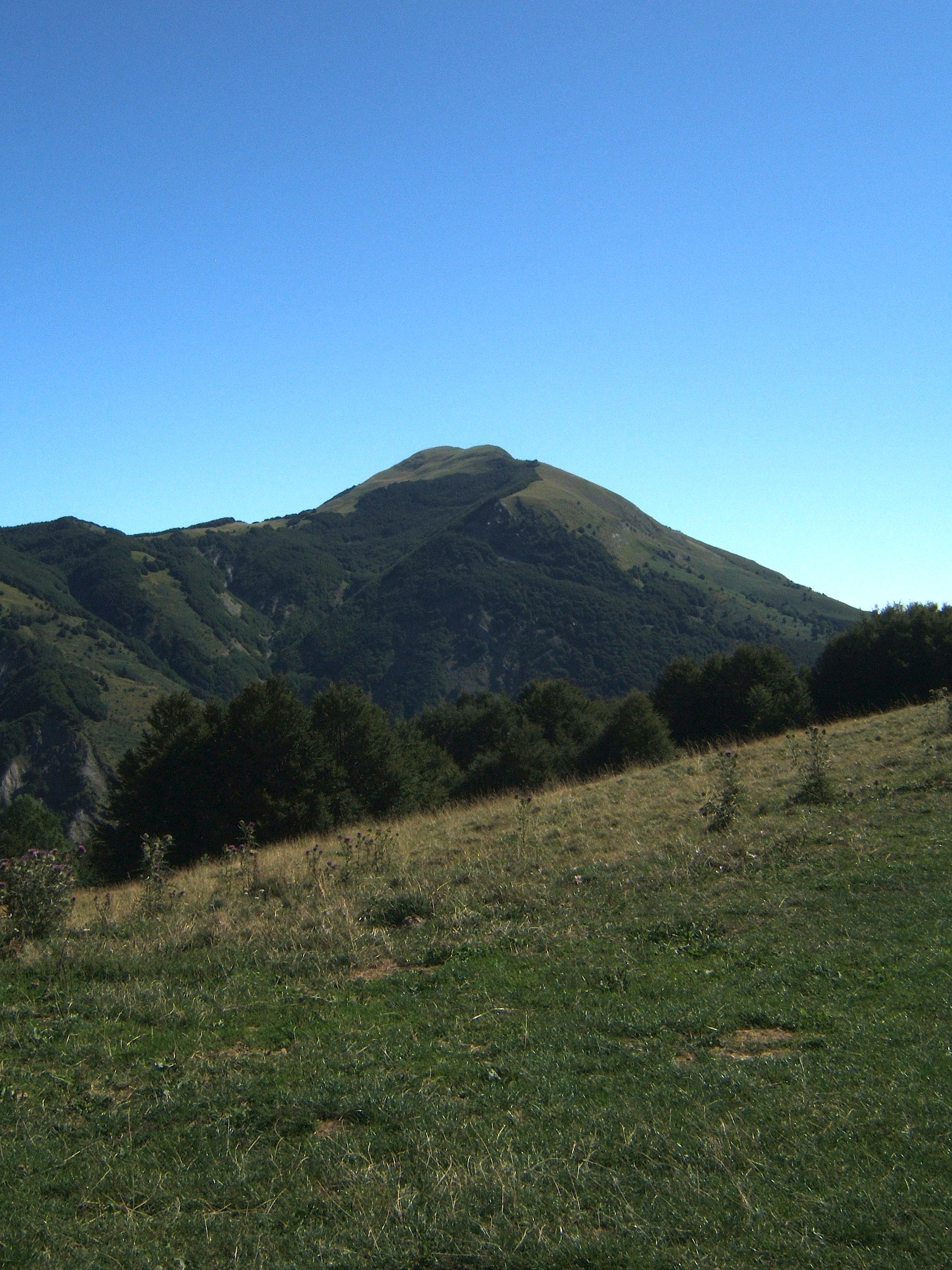
Il Monte Ventasso.
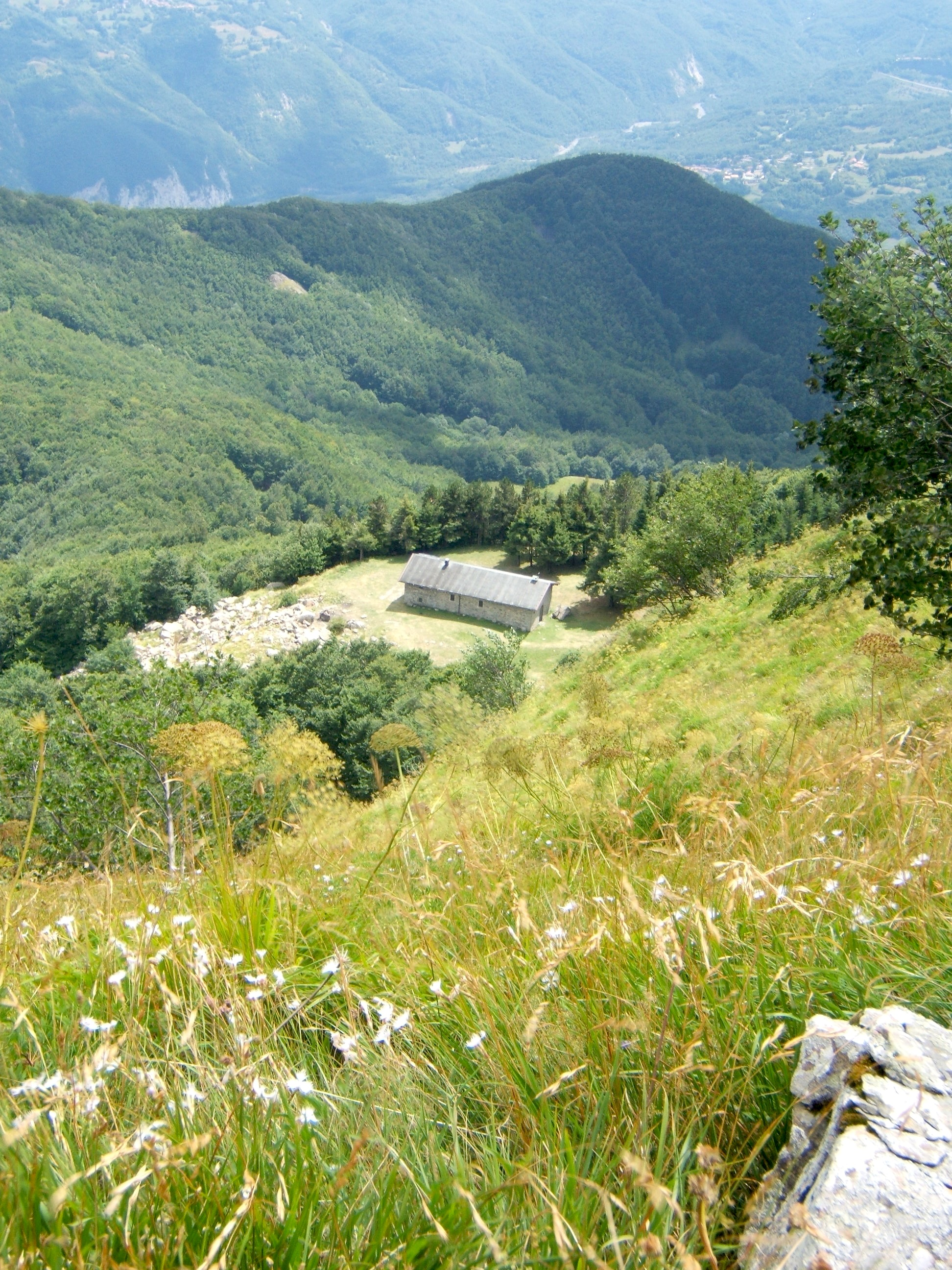
Bivacco Maddalena, sullo sfondo Nismozza e la Secchia.
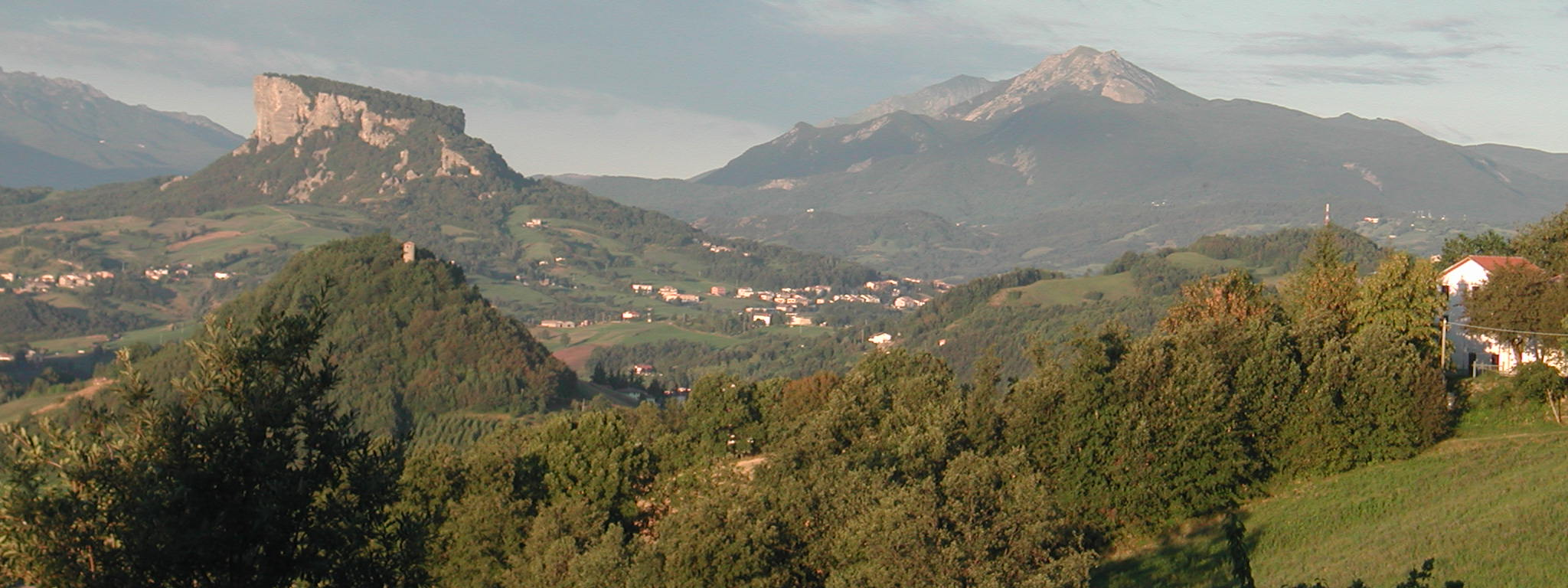
Pietra di Bismantova e monte Ventasso, in primo piano il Salame di Felina
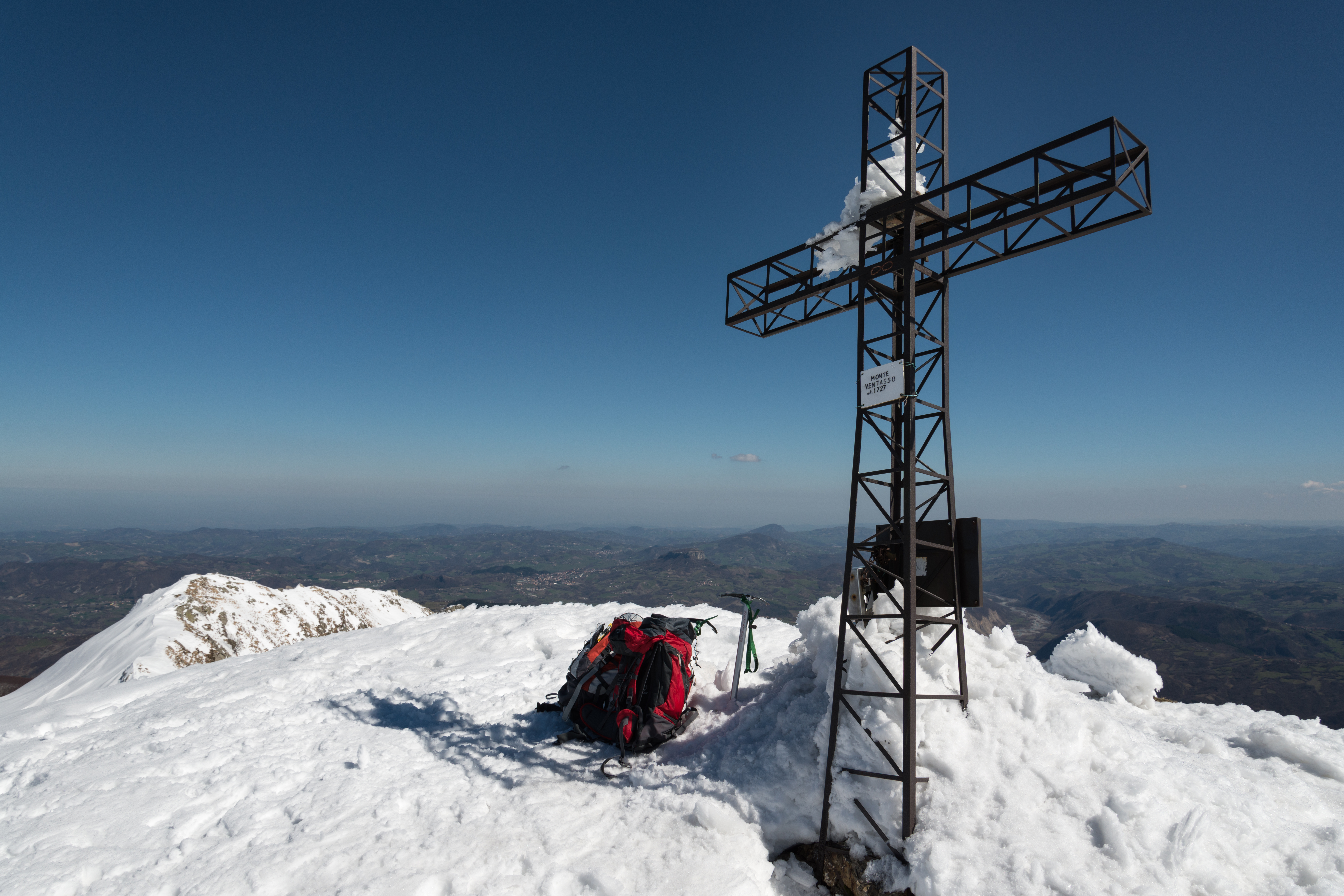
La Croce sulla cima